# 장성혁
장성혁(1991년 1월 18일~)은 조선민주주의인민공화국의 축구 선수로 포지션은 수비수이며 2010년 AFC U-19 챔피언십과 2012년 AFC 챌린지컵 우승, 2014년 아시안 게임 은메달의 주역이다.

## 구단 경력
2010년 조선민주주의인민공화국 1부 리그의 평양시체육단에서 데뷔한 이후 2011년 리명수체육단으로 이적하여 2016년까지 5년간 활동하며 2011년 백두산체육대회 우승, 2012년 백두산체육대회 준우승, 2012년 포천보체육대회 준우승, 2013년 만경대체육대회 우승, 2014년 AFC 프레지던트컵 준우승, 2015년 포천보체육대회 준우승에 기여했다.
이후 캄보디아 리그의 RCAF FA로 이적하여 2016년 훈센컵 우승, 2017년 C리그 준우승, 2017년 CNCC 채리티컵 준우승에 일조한 뒤 2018년 비샤카 FC로 이적했지만 단 4경기 출장에 그쳤고 시즌 종료 후 퇴단했다.

## 국가대표팀 경력
조선민주주의인민공화국 U-20 대표팀 소속으로 2010년 AFC U-19 챔피언십에 출전하여 팀의 우승과 2011년 FIFA U-20 월드컵 본선 진출에 일조했고 이후 조선민주주의인민공화국 A대표팀 소속으로 2012년 AFC 챌린지컵 본선에 참가하여 팀의 2연속 챌린지컵 우승을 맛보았으며 조선민주주의인민공화국 U-23 대표팀의 일원으로 2014년 아시안 게임에 출전하여 1990년 이후 24년만에 팀의 아시안 게임 은메달 획득에 일조했다.

## 수상

### 구단
리명수체육단
- 백두산체육대회 : 우승 (2011), 준우승 (2012)
- 포천보체육대회 : 준우승 (2012, 2015)
- 만경대체육대회 : 우승 (2013)
- AFC 프레지던트컵 : 준우승 (2014)

 RCAF FA
- C리그 : 준우승 (2017)
- 훈센컵 : 우승 (2016)
- CNCC 채리티컵 : 준우승 (2017)

### 국가대표팀
조선민주주의인민공화국 U-20
- AFC U-19 아시안컵 : 우승 (2010)

 조선민주주의인민공화국
- AFC 챌린지컵 : 우승 (2012)

 조선민주주의인민공화국 U-23
- 아시안 게임 : 은메달 (2014)